# 拿薩夫足球會
拿薩夫足球會（英語：Nasaf Qarshi FK）是一家位於烏茲別克卡爾希的足球會。球隊於1997年成立，目前於烏茲別克職業足球聯賽比賽。

## 榮譽

### 國內
- 烏茲別克職業足球聯賽:

冠軍 (1): 2024
亞軍 (1): 2011
- 烏茲別克盃:

亞軍 (3): 2003, 2011, 2012

### 亞洲賽
- 亞洲足協盃:

冠軍 (1): 2011

## 亞洲賽表現
- 亞洲聯賽冠軍盃: 2 次

2012: 分組賽
2014: 外圍賽第二圈
- 亞洲俱樂部錦標賽

2002: 準決賽
- 亞洲足協盃: 3 次

2010: 十六強
2011: 冠軍
2021: 亚军

## 外部連結
- 官方網站 （页面存档备份，存于）